# Salomé (pel·lícula de 2002)
Salomé és una pel·lícula espanyola dirigida per Carlos Saura i estrenada l'any 2002. Es tracta d'una pel·lícula musical amb influències del flamenc, de la música oriental i simfònica, de caràcter gairebé documental.

## Argument
Aída Gómez (Salomé) assaja amb les seves ballarines, Roque Baños prepara la música, Pedro Moreno, encarregat de vestuari, li ensenya els esbossos al "director". Paco Mora (Herodes) i Javier Toca (Juan Bautista) ens compten els seus inicis mentre s'afaiten el cap; tot està preparat per al gran assaig general...
Herodes està hipnotitzat per la seva fillastra Salomé, filla d'Heròdies, i vol que ball per a ell. Herodíes incita a la seva filla perquè ho faci, no li importa acostar-la als seus braços. Però Salomé es nega ja que està només interessada en el predicador Joan el Baptista, al qual d'altra banda Herodes tem. Salomé intenta seduir al deixeble de Jesús, però la seva condició d'home sant no li permet deixar-se portar pels seus sentiments. Decebuda i frustrada, Salomé accedeix ballar per al seu padrastre la dansa dels set vels de manera sensual i frenètica. El rei, fascinat pel ball, li diu a Salomé que faria per ella tot el que li demanés i la sorpresa arriba quan la despechada dona li demana el cap de Joan. Aquesta és la història d'una passió exacerbada.

## Repartiment
- Aída Gómez - Salomé
- Pere Arquillué - director
- Paco Mora - Rei Herodes
- Javier Toca - Joan Baptista
- Carmen Villena - Heròdies

## Premis i nominacions
- Goya a la millor cançó original per Sevillana para Carlos, composta per Roque Baños.[4]
- Premi a la millor contribució artística al Festival Internacional de Cinema de Mont-real.[5]